# Nakhon Sawan (miasto)
Nakhon Sawan – miasto w środkowej Tajlandii, na Nizinie Menamu, przy ujściu rzeki Ping do Menamu, ośrodek administracyjny prowincji Nakhon Sawan. Około 125 tys. mieszkańców.